# آندرس دیاس
آندرس دیاس (به پرتغالی: André Gonçalves Dias) مهاجم اهل برزیل است که در شهر سائو برناردو دو کامپو و در تاریخ ۱۵ مهٔ ۱۹۷۹ به دنیا آمده‌است.
آندرس دیاس در تیم‌های فوتبال Paraná ،فلامینگو،Paysandu،Goiás، سائوپائولو و لاتزیو سابقهٔ حضور دارد. این بازیکن همچنین در سال، 2009 برای، تیم ملی فوتبال برزیل به میدان رفته‌است 